# قلادة هوية

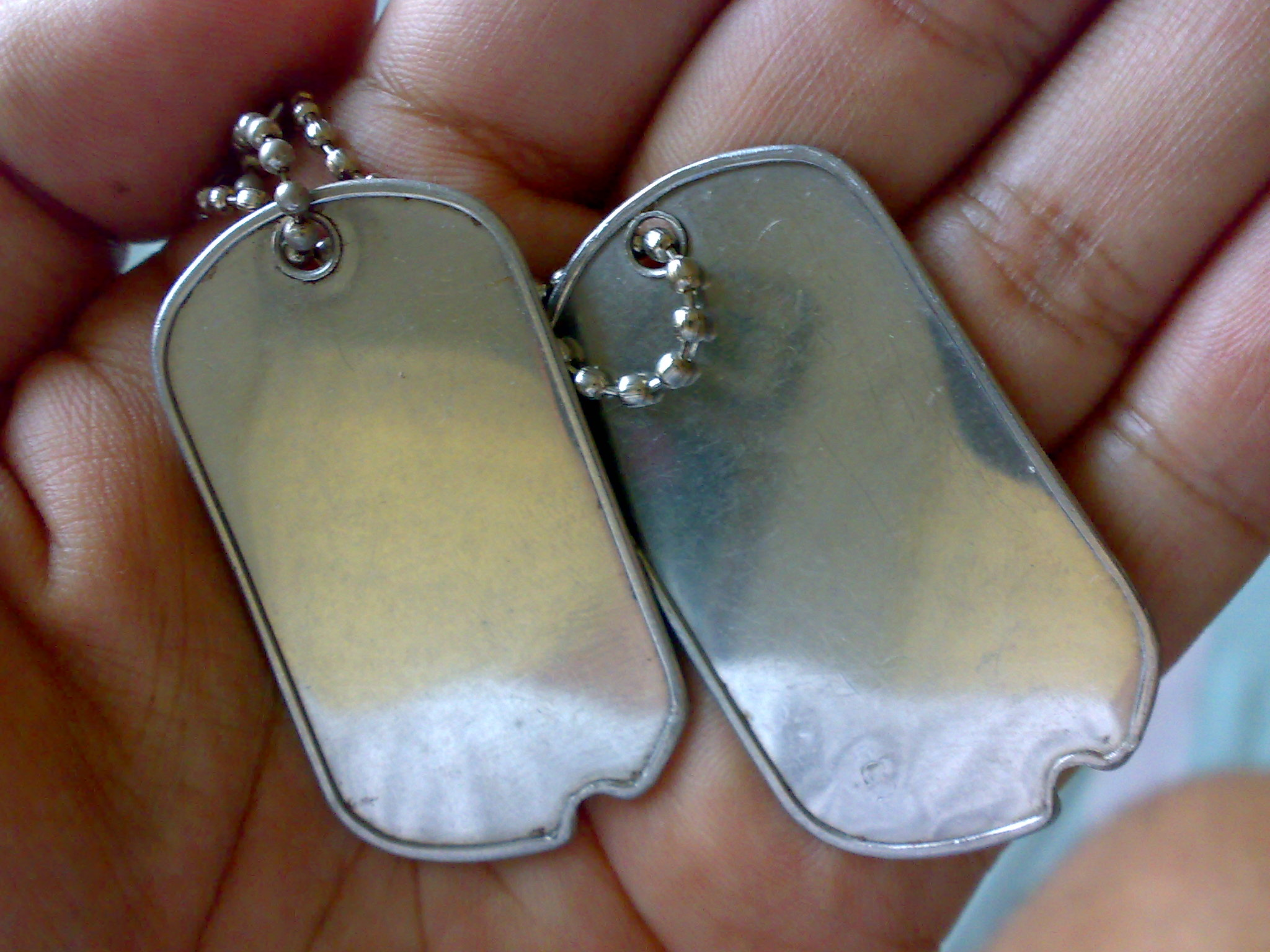
زوج من الصفائح المعدنية الفارغة

قلادة هوية هي صفيحة معدنية توضع على طوق الكلب وهي مشابهه لتلك التي يرتديها الجنود اثناء الخدمة العسكرية أو الحرب، ويتم استخدامها في المقام الأول لتحديد الجنود القتلى والجرحى، ونقل المعلومات الطبية الأساسية الضرورية، مثل فصيلة الدم والاسم والوحدة أو الكتيبة. الصفيحة المعدنية للكلب (وتسمى أقراص الهوية في المملكة المتحدة ) تكون من معدن مقاوم للتآكل، تحتوي عادة على نسختين من المعلومات وتكون عادة من قطعتين. بعض الدول تستخدم قطعتين من العلامات المتطابقة، في حين أن النصف الآخر أو العلامة الأخرى تبقى مع الجثة عندما تكون ظروف المعركة تمنع حمل أو نقل جسد الضحية على الفور.

## التاريخ
استخدمها الجنود الصينيين في وقت مبكر من منتصف القرن 19. خلالتمرد تايبينغ (1851-1866)، فإن كلا من الإمبرياليين (أي الجيش الإمبراطوري الصيني) وهؤلاء المتمردين تايبينغ، وكانت انذاك عبارة عن قطعة خشبية توضع في الحزام، وتحمل اسم الجندي والعمر ومكان الولادة، والوحدة، وتاريخ التجنيد.
خلال الحرب الأهلية الأمريكية الواقعة بين عامي 1861- 1865، علقها بعض الجنود  وكانت تحتوي على اسم وعنوان المنزل. واصبحت فيما بعد تصنعها شركات متخصصة مع وجود ثقب فيها ليسهل تعليقها على الحزام أو الرقبة.

### الحرب الفرنسية البروسية
أصدرت بروسيا صفائح هوية لقواتها في بداية الحرب الفرنسية البروسية في 1870. كانت تسمى (بالألمانية Hundemarke من "علامة الكلب") ومقارنة إلى نظام تحديد مماثل وضعت للكلاب في العاصمة البروسية من برلين في نفس الوقت تقريبا.

### الحرب العالمية الأولى
أصدر الجيش البريطاني وقوات الإمبراطورية في أستراليا وكندا ونيوزيلندا أقراص معدنية لتحديد الهوية من بداية الحرب العالمية الأولى [بحاجة لمصدر]. واحدة باللون الأحمر واحدة باللون الأخضر، كانت مصنوعة من الألياف وعلقت حول العنق. كانت تستخدم في الحرب العالمية الثانية والحرب الكورية.
 علامة تحديد الألومنيوم، وحجمها مقارب لنصف الدولار الفضة وذات سمك مناسب، وختمها مع اسم، ورتبة، وكتيبة، أو سلاح من يرتديها، وسوف يرتديها كل ضابط وجندي من رجال جيش.
تغيرت اللوائح في الجيش 6 يوليو 1916، حول الصفائح المعدنية بحيث تكون واحدة مع الجسم، والآخرى تذهب إلى الشخص المسؤول عن الدفن لأغراض حفظ السجلات. في عام 1918، اعتمد الجيش وخصص رقم المسلسل، وأمروا ان يحفر الأسم والأرقام التسلسلية على بطاقات هوية.

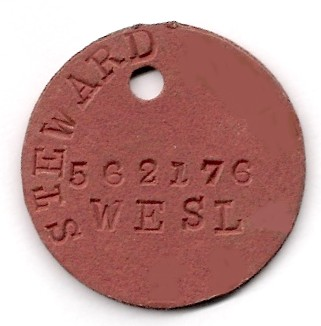
واحد من الأقراص الهوية الصادرة عن اثنين من القوات البحرية في جنوب أفريقيا خلال WW2 مع مرتبة ولقبه، بالاحرف الاولى، عدد القوة والانتماء الديني

- "A Battlefield Souvenir?" – The Story of a Union Identity Disk in the Civil War´
- Captain Richard W. Wooley. "A Short History of Identification Tags". Quartermaster Professional Bulletin, December, 1988. Retrieved 12 September 2007.
- "Evaluation of the WWII German ID tag system" - Article on the weak points of WWII era German ID tags based on observations made during the recovery of missing soldiers.
- A guide for Reenactors and Collectors

1. 
2. 
3. 
4. 
5. 

### الحرب العالمية الثانية

قلائد هوية ضباط الجيش البولندي الذين قُتلوا على يد الاتحاد السوفيتي في مجزرة كاتين، والتي تم التنقيب عنها في المقابر الجماعية في خاركيف